# Bryson Tiller
Bryson Djuan Tiller (Louisville, 2 de janeiro de 1993) é um cantor, compositor e rapper estadunidense, considerado um dos mais proeminentes nomes da nova geração de músicos de R&B e trap. Tiller teve como seu primeiro trabalho musical o mixtape Killer Instinct Vol. 1., lançado em 2011. Anos mais tarde, a canção "Don't"  alcançou as principais colocações da Billboard Hot 100 e abriu caminhos para a produção e eventual sucesso crítico e comercial de seu primeiro álbum de estúdio, T R A P S O U L, que veio a ser lançado em 2015.
Em maio de 2017, Tiller lançou seu segundo álbum de estúdio, intitulado True to Self, que estreou em primeiro lugar na Billboard 200. Nesse mesmo ano, o rapper também dividiu os vocais com Rihanna e DJ Khaled na canção "Wild Thoughts", que alcançou a segunda colocação na Billboard Hot 100.
Desde o início de sua carreira recente, Tiller têm recebido diversas indicações aos prêmios musicais mais destacados dos Estados Unidos, incluindo duas indicações ao BET Award nas categorias de Melhor Artista Revelação e Melhor Artista Masculino R&B/Pop em 2016.

## Vida Pessoal
Bryson Djuan Tiller nasceu 2 de Janeiro de 1993, em Louisville,  no estado do Kentucky. Sua mãe morreu quando ele tinha apenas 4 anos de idade. Ele tem 3 irmãos. Bryson Tiller tem duas filhas.

## Carreira
Bryson Tiller começou a receber a atenção pelo seu hit "Don't", que ele originalmente lançou em sua página no SoundCloud. Ele assinou com a RCA Records em 25 de agosto de 2015.  T R A P S O U L estreou no 11º lugar na Billboard 200.
Em entrevista, Bryson Tiller considerou seu estilo como : TRAP influenciado pelo R&B, o casamento perfeito entre o TRAP e R&B." Tiller citou cantor americano Omarion como sua maior influência. Outras influências incluem R. Kelly, The-Dream, Lil Wayne, Chris Brown e Drake. Os críticos comparam o estilo de Bryson Tiller ao de Jeremih, Drake, Party Next Door e Tory Lanez.

## Discografia

### Álbum de Estúdio
| T R A P S O U L | - Gravadora: RCA Records - Formatos: CD, Download | 8 | 3 |  |  |  |  |
|                 |                                                   |   |   |  |  |  |  |

### Mixtapes
| Titulo                | Detalhes                                                |
| --------------------- | ------------------------------------------------------- |
| Killer Instinct Vol.1 | - Released: October 31, 2011 - Format: Digital download |

### Singles
| Título            | Year | Posição nos Charts | Posição nos Charts | Posição nos Charts | Album           |
| Título            | Year | US                 | US R&B             | CAN                | Album           |
| ----------------- | ---- | ------------------ | ------------------ | ------------------ | --------------- |
| "Don't"           | 2015 | 13                 | 8                  | 58                 | T R A P S O U L |
| "Exchange"        | 2015 | 39                 | 15                 | —                  | T R A P S O U L |
| "Sorry Not Sorry" | 2015 | 67                 | 32                 | —                  | T R A P S O U L |

### Outras musicas nos "Charts"
| Title           | Year | Posição nos "charts" | Album           |
| Title           | Year | US R&B/HH            | Album           |
| --------------- | ---- | -------------------- | --------------- |
| "Let 'Em Know"  | 2015 | 48                   | T R A P S O U L |
| "Been That Way" | 2015 | 50                   | T R A P S O U L |